# حوزه انتخابیه مسیحیان ارمنی جنوب
حوزهٔ انتخاباتی مسیحیان ارمنی جنوب یکی از حوزه‌های اقلیت‌های دینی برای انتخابات مجلس شورای اسلامی است. این حوزه به مرکزیت اصفهان، ۱ نماینده دارد.
طبق اصل ۶۴ قانون اساسی، زرتشتیان و کلیمیان هر کدام یک نماینده و مسیحیان آشوری و کلدانی مجموعاً یک نمایند و مسیحیان ارمنی جنوب و شمال هرکدام یک نماینده انتخاب می‌کنند.

## مسیحیان ارمنی جنوب
| دوره    | نام نماینده      | تعداد آرا |
| ------- | ---------------- | --------- |
| اول     | هراچ خاچاطوریان  | ۴٬۷۰۶     |
| دوم     | آرداواز باقومیان | ۶٬۱۰۵     |
| سوم     | آرداواز باقومیان | ۶٬۱۰۵     |
| چهارم   | آرداواز باقومیان | ۶٬۱۰۵     |
| پنجم    | آرداواز باقومیان | ۶٬۱۰۵     |
| ششم     | ژرژیک آبراهامیان | ۴٬۳۱۷     |
| هفتم    | روبرت بگلریان    |           |
| هشتم    | روبرت بگلریان    | ۲٬۵۰۳     |
| نهم     | روبرت بگلریان    | ۲٬۶۱۲     |
| دهم     | ژرژیک آبراهامیان | ۲٬۲۹۰     |
| یازدهم  | روبرت بگلریان    | ۱,۱۵۸     |
| دوازدهم | گغارد منصوریان   | ۱,۰۳۵     |

## پی‌نوشت و منبع
1. ↑  «فهرست نمایندگان دوره اول، حوزه انتخابیه نمایندگان اقلیت». بایگانی‌شده از روی نسخه اصلی در ۲۳ ژانویه ۲۰۱۶.
2. ↑  «فهرست نمایندگان دوره دوم تا دوره پنجم، حوزه انتخابیه نمایندگان اقلیت». بایگانی‌شده از روی نسخه اصلی در ۴ مارس ۲۰۱۶.
3. ↑  «فهرست نمایندگان دوره ششم و دوره دهم، حوزه انتخابیه اصفهان». بایگانی‌شده از روی نسخه اصلی در ۲۲ ژانویه ۲۰۱۶.
4. ↑  «فهرست نمایندگان دوره هفتم تا دوره نهم، حوزه انتخابیه اصفهان». بایگانی‌شده از روی نسخه اصلی در ۱۱ اوت ۲۰۱۵.

- «جدول حوزه‌های انتخابیه در انتخابات نهمین دورهٔ مجلس شورای اسلامی» (PDF). مرکز پژوهش و سنجش افکار صدا و سیما. بایگانی‌شده از اصلی (PDF) در ۵ اكتبر ۲۰۱۸. دریافت‌شده در ۱۵ آوریل ۲۰۱۶. تاریخ وارد شده در |archive-date= را بررسی کنید (کمک)